# Julia Serano
Julia Michelle Serano (/səˈrænoʊ/; 1967) é uma escritora americana, musicista, performer, ativista trans e bissexual e bióloga. É conhecida por seus livros transfeministas Whipping Girl (2007), Excluded (2013) e Outspoken (2016). Ela também é uma oradora prolífica e já deu muitas palestras  e conferências em universidades. Seus escritos são frequentemente publicados em revistas queer, feministas e de cultura pop.

## Vida
Em seu blog, SwitchHitter.net, Julia disse que reconheceu conscientemente em si mesma o desejo de ser mulher no final da década de 1970, quando tinha 11 anos. Alguns anos depois, ela começou a fazer crossdressing. No início, ela se travestia secretamente, mas afinal passou a se identificar abertamente como um "travesti masculino". Julia participou de seu primeiro grupo de apoio para crossdressers em 1994, enquanto vivia no Kansas.
Logo depois, mudou-se para a área da baía de São Francisco, onde conheceu sua esposa, Dani, em 1998. Por volta dessa época, começou a se identificar não apenas como crossdresser, mas também como transgênero e bigênero. Em 2001, ela começou a fazer a transição médica, passando a se identificar como mulher trans.

## Carreira

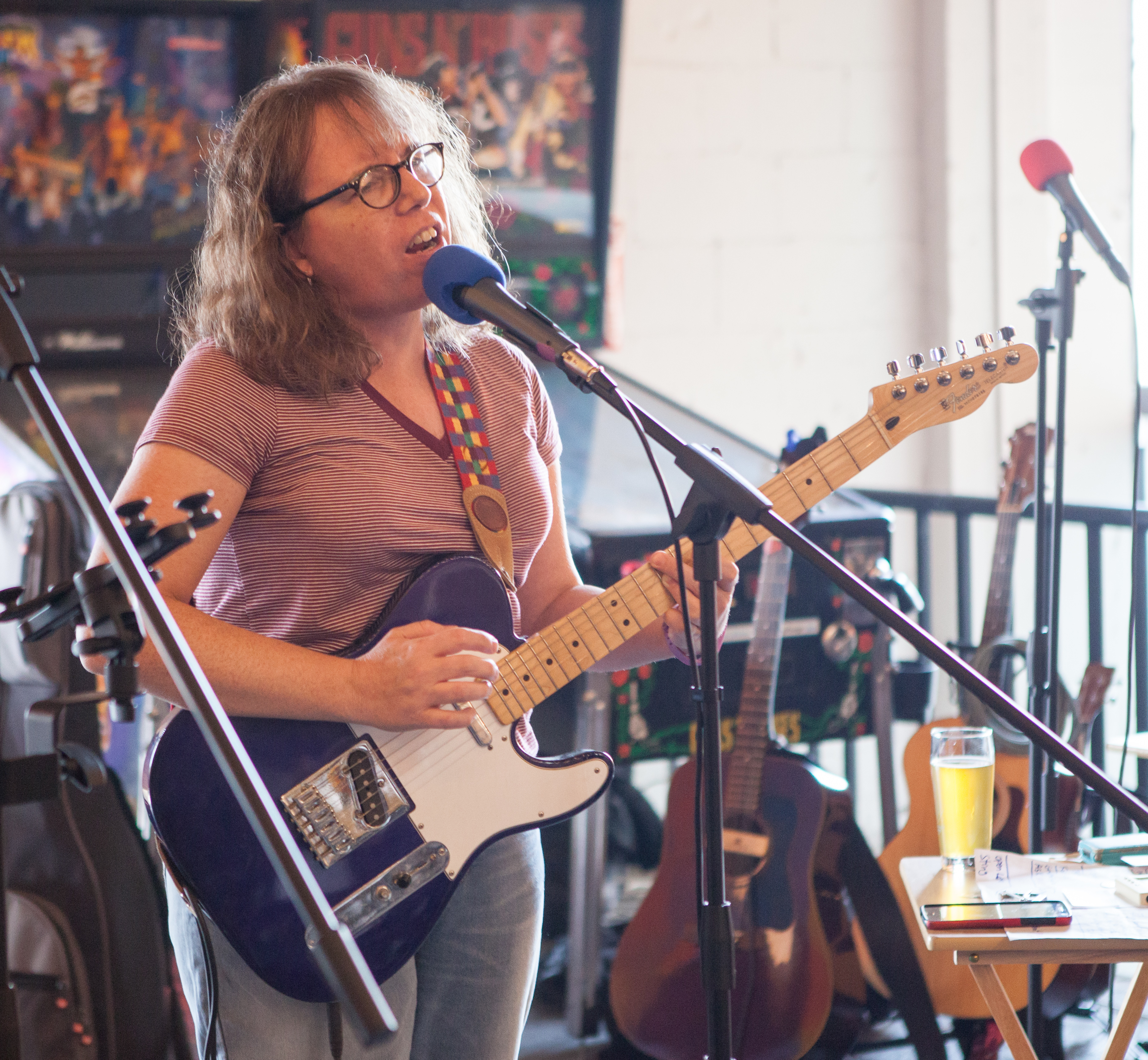
Julia canta e toca guitarra em um show beneficente de 2018, em San Francisco.

Julia obteve seu PhD em bioquímica e biofísica molecular pela Columbia University. FOi pesquisadora de genética e Biologia evolutiva, na Universidade da Califórnia, Berkeley, por dezessete anos.
Ela é autora de Whipping Girl: A Transexual Woman on Sexism and the Scapegoating of Femininity. Seu segundo livro, Excluded: Making Feminist and Queer Movements More Inclusive, foi publicado em 10 de setembro de 2013 pela Seal Press. Seu terceiro livro, Outspoken: A Decade of Transgender Activism and Trans Feminism, saiu pela Switch Hitter Press, editora que ela fundou junto com a Switch Hitter Records. Outspoken foi finalista do Prêmio Literário Lambda 2017.
Seu trabalho apareceu em revistas queer, feministas e da cultura pop, incluindo Bitch, Clamor, Kitchen Sink, LiP, make / shift e Transgender Tapestry. Trechos de seu trabalho foram publicados em The Believer e The San Francisco Chronicle, e na NPR.
Julia já discursou sobre questões de transgêneros e mulheres trans em várias universidades, muitas vezes em conferências com temas homossexuais, feministas, psicológicos e filosóficos. Suas publicações também foram usadas em materiais de ensino em cursos de estudos de gênero nos Estados Unidos.
Julia também é uma poeta slam e tem feito apresentações faladas em universidades, bem como em eventos como o National Queer Arts Festival, Pride Dyke March e Trans March, Ladyfest, outCRY!, Femme 2006 e The Vagina Monologues. Ela foi guitarrista e vocalista da banda Bitesize, de 1997 até o início dos anos 2000, e também gravou músicas solo.
Julia ainda organiza e hospeda GenderEnders, uma série performática que apresenta o trabalho de artistas e aliados transgêneros, intersex e genderqueer. Já produziu 20 shows. Ela recebeu uma bolsa para curar The Penis Issue: Trans and Intersex Women Speak their Minds, um evento falado, como parte do Festival Nacional de Artes Queer de 2007.
Ela escreve artigos sobre justiça social no site Medium. Alguns tópicos sobre os quais ela escreve com frequência incluem identidade transgênero, visibilidade LGBTQ + e identidade na política.

## Trabalho

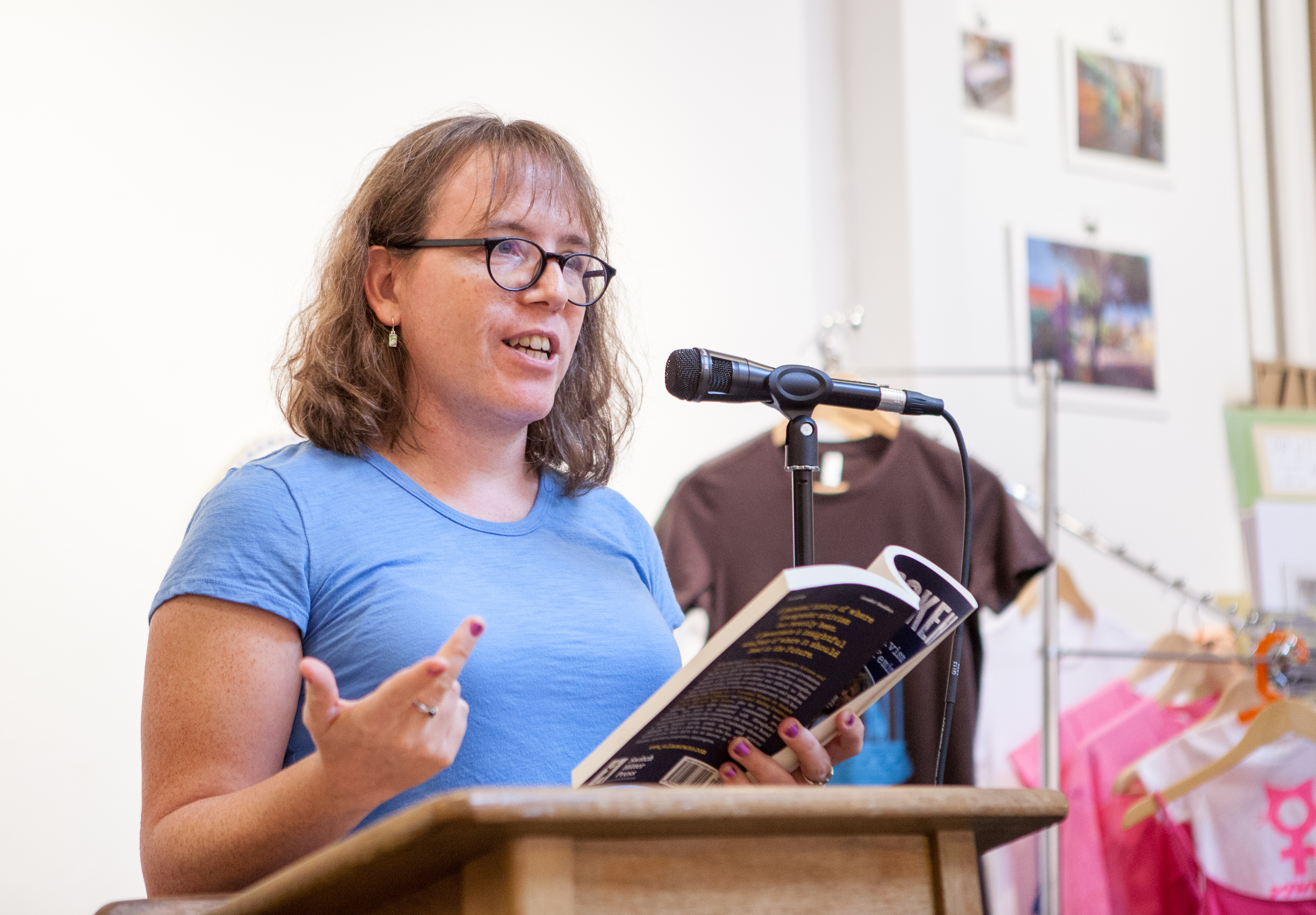
Julia lê seu livro Outspoken em 2017

### Livros
- Either/Or. Switch Hitter Press. [S.l.: s.n.] 2002. OCLC 58926464
- Whipping Girl: A Transsexual Woman on Sexism and the Scapegoating of Femininity. Seal Press. [S.l.: s.n.] 2007. ISBN 9781580051545. OCLC 81252738  Whipping Girl: A Transsexual Woman on Sexism and the Scapegoating of Femininity. Seal Press. [S.l.: s.n.] 2007. ISBN 9781580051545. OCLC 81252738  Whipping Girl: A Transsexual Woman on Sexism and the Scapegoating of Femininity. Seal Press. [S.l.: s.n.] 2007. ISBN 9781580051545. OCLC 81252738
- Serano, Julia (2013). Excluded: Making Feminist and Queer Movements More Inclusive. [S.l.: s.n.] ISBN 978-1580055048  Serano, Julia (2013). Excluded: Making Feminist and Queer Movements More Inclusive. [S.l.: s.n.] ISBN 978-1580055048  Serano, Julia (2013). Excluded: Making Feminist and Queer Movements More Inclusive. [S.l.: s.n.] ISBN 978-1580055048
- Outspoken: A Decade of Transgender Activism and Trans Feminism. Switch Hitter Press. [S.l.: s.n.] 2 de novembro de 2016. ISBN 978-0996881005  Outspoken: A Decade of Transgender Activism and Trans Feminism. Switch Hitter Press. [S.l.: s.n.] 2 de novembro de 2016. ISBN 978-0996881005  Outspoken: A Decade of Transgender Activism and Trans Feminism. Switch Hitter Press. [S.l.: s.n.] 2 de novembro de 2016. ISBN 978-0996881005

### Antologias
- Friedman, Jaclyn; Valenti, Jessica, eds. (2008). «Why nice guys finish last». Yes Means Yes: Visions of Female Sexual Power and A World Without Rape. Seal Press. Berkeley, Calif.: [s.n.] pp. 227–240. ISBN 9781580052573. OCLC 227574524
- Diamond, Morty, ed. (2011). «Cherry Picking». Trans/Love: Radical Sex, Love & Relationships Beyond the Gender Binary. Manic D Press. San Francisco: [s.n.] ISBN 9781933149561. OCLC 709681495